# Nueva Trova
La Nueva Trova Cubana ist eine Musikrichtung, die Mitte der 1960er Jahre in Kuba entstand, aber erst 1973 unter diesem Namen eine organisierte Form fand. Die Organisation Movimiento de la Nueva Trova löste sich 1986 auf, während die Musikrichtung in verschiedensten Ausformungen fortbesteht. Der Name wurde gebildet aus der traditionellen Sammelbezeichnung für Volkssänger Trova (abgeleitet von den Troubadouren des Mittelalters) mit dem Zusatz „Neu“, was sich etwa mit Neue Troubadoure übersetzen lässt. Die Nueva Trova kombiniert traditionelle Elemente kubanischer Volksmusik mit anderen Musikrichtungen und ist stark bestimmt durch ihre politischen und poetischen Texte, wodurch die Verbreitung hauptsächlich im spanischsprachigen Raum gegeben ist.
Ähnlich wie die Nueva canción in Chile, die Liedermacher-Bewegung in Europa oder die Protestsänger der USA setzte sich die Nueva Trova mit den Themen auseinander, die von der Jugend der 1960er und 1970er Jahre als ihre Themen empfunden wurden: Vietnamkrieg, Imperialismus, Armut. Es entstanden aber auch viele Lieder, die persönliche Erfahrungen und Empfindungen ausdrückten, darunter sehr poetische Liebeslieder.
Zu den wichtigsten Vertretern der Nueva Trova gehören Silvio Rodríguez, Pablo Milanés, Carlos Varela und Vicente Feliú. 
In Puerto Rico entwickelte sich parallel und teilweise auch in Kontakt mit der kubanischen Nueva Trova die gleiche Richtung mit Sängern wie Roy Brown, Andrés Jiménez, Antonio Caban Vale und Haciendo Punto en Otro Son.

## Chronologie

### 1965
Pablo Milanés komponiert das Lied Mis 22 años (Meine 22 Jahre), das durch seine neuen musikalischen Elemente auffällt und durch die Interpretation von Elena Burke bekannt wird.

### 1967
Silvio Rodríguez hat einen Auftritt mit jungen Dichtern und der Sängerin Teresita Fernández. Im gleichen Jahr beginnt er mit der Leitung eines Fernsehprogrammes mit Namen Mientras tanto ... (Währenddessen ...). 
Im August findet das 1. Internationale Treffen des Protestliedes in Havanna statt, organisiert durch das Kulturzentrum Casa de las Américas.

### 1968–1969
Im Februar nimmt Casa de las Américas Kontakt zu Pablo Milanés, Silvio Rodríguez und Noel Nicola auf, um ein Konzert des Protestliedes zu veranstalten. Nach Ende der Veranstaltung wurden die anwesenden Sänger Vicente Feliú, Eduardo Ramos und Martín Rojas auf die Bühne gerufen, um eigene Lieder vorzutragen. Im Laufe des Jahres führt Casa de las Américas verschiedene ähnliche Veranstaltungen durch, auf denen weitere Musiker auftreten. Zum ersten Mal beteiligt sich auch der spanische Sänger Paco Ibáñez als Vertreter der Nueva Canción.
Aufgrund ihrer gemeinsamen Interessen findet ein Austausch zwischen den jungen Musikern in der Casa de las Américas statt. Sie nehmen Kontakt mit Intellektuellen und Sängern aus Lateinamerika auf, die ähnliche Ziele verfolgen.
Die Gruppe aus Havanna etabliert neue Kontakte mit Sängern aus anderen Städten Kubas wie Augusto Blanca in Santiago de Cuba, Miguel Escalona in Camagüey etc. 
Feststellbar sind Einflüsse der Beatles, der Barock-Musik, der spanischen und sonstigen europäischen Unterhaltungsmusik und afrikanischer Musik. Außerdem lassen sich eine Annäherung an die traditionelle kubanische Trova feststellen sowie Einflüsse des US-amerikanischen Folksong (Bob Dylan).
Die jungen kubanischen Sänger nehmen Kontakt zu Künstlern in anderen Ländern auf, wie etwa zu Paco Ibáñez in Spanien, zu Daniel Viglietti in Uruguay, Atahualpa Yupanqui in Argentinien und Violeta Parra in Chile.
Mit der Aufnahme eines extended play für das Zentrum für Protestmusik der Casa de las Américas initiieren Pablo Milanés, Silvio Rodríguez und Noel Nicola das, was später die Nueva Trova genannt wird. 
Es entstehen Lieder für das Theater und für kurze Dokumentarfilme.
Es gibt eine Reihe von persönlichen oder Gemeinschaftsauftritten, meist in den Kammerspielen des Hubert de Blank, im Museum für Schöne Künste und in der Aula der Universität von Havanna.

### 1969
Im Juni wird die Gruppe für Tonexperimente (Grupo de Experimentación Sonora) des ICAIC (des kubanischen Filminstitutes) gegründet. Auf diese Weise verbreitert sich das Stimm- und Instrumentalrepertoire, es werden neue Techniken und neue Musikrichtungen mit aufgenommen, wie etwa der Beat oder die brasilianische Popmusik. Die Gruppe wird auf Anregung von Alfredo Guevara (Direktor des ICAIC) und Haydée Santamaría (Direktorin der Casa de las Américas) gegründet, mit Leo Brouwer als Direktor.
Als Akt der Solidarität publiziert die US-Künstlerin Barbara Dane unter ihrem Plattenlabel Paredón eine Langspielplatte mit den ersten Aufnahmen der Gruppe für Tonexperimente des ICAIC.

### 1969–1971
Neue Musikgruppen wie Moncada, Manguaré etc. entstehen. Es gibt eine vorherrschende Tendenz zur Andenmusik und es gibt enge Kontakte zur Nueva Canción aus Chile. 
Die Organisatoren des Kubanischen Troubadour-Festivals in Santiago de Cuba laden die „jungen Troubadoure“ ein, in diesem und den nächsten Jahren an ihren Schallplatteneditionen mitzuwirken.

### 1972
Im Dezember findet das erste Treffen der „Jungen Troubadoure“ in Manzanillo in der Provinz Oriente statt. Veranstalter ist die Union der Kommunistischen Jugend Kubas UJC.
Es wird beschlossen, eine Organisation zu gründen, die junge Künstler, sowohl Berufskünstler als auch solche aus dem Amateurbereich, die sich dieser Richtung zurechnen, einen Rahmen gibt.
Es finden erste Tourneen ins Ausland statt, und zwar in die DDR, nach Chile und Italien. An ihnen nehmen Pablo Milanés, Silvio Rodríguez, Noel Nicola, Augusto Blanca und Eduardo Ramos teil.

### 1973
Das zweite nationale Treffen der Jungen Troubadoure wird von seinen Organisatoren Treffen der Nueva Trova genannt, womit die Bezeichnung Bewegung der Nueva Trova geschaffen war, die verschiedenste Formen und Musikrichtungen ihrer Mitglieder vereinte.

### 1974
Die erste Langspielplatte ausschließlich mit Liedern von Silvio Rodríguez erscheint: Días y flores (Tage und Blumen). 
Eine neue Gruppe von Sängern erscheint auf der Szene, die später die „Zwischengeneration“ der Nueva Trova genannt wird. Zu ihnen gehören Amaury Pérez, Alejandro García (Virulo), Ángel Quintero und Alfredo Carol.
Nach und nach verlassen Mitglieder die Gruppe für Tonexperimente des ICAIC, die sich schließlich auflöst.

### 1978–1979
Eine neue Generation der Nueva Trova entsteht, die später neben anderen Namen die Bezeichnung Generación de los topos erhält: Santiago Feliú, Donato Poveda, Alberto Tosca, Carlos Varela, Frank Delgado, Gerardo Alfonso u. a.

### 1980
Mit den Tourneen von Pablo Milanés und Silvio Rodríguez nach Mexiko, Argentinien und Spanien beginnt der internationale Spitzenerfolg der Nueva Trova.

### 1980–1990
Wenn man die 1970er als die Jahre der Entwicklung der Nueva Trova bezeichnen kann, so sind die 1980er die Jahre der internationalen Erfolge und der Verankerung in der kubanischen Kultur.
1986 löst sich die Organisation Bewegung der Nueva Trova offiziell auf, 13 Jahre nach ihrer Gründung. Da viele die Organisation und die Musikrichtung als Synonyme verstanden, gibt es zunächst einmal einige Verwirrung.
Nach und nach entsteht eine neue Generation von Troubadouren und Musikgruppen, die später als La Novísima (Die Allerneueste) bezeichnet werden. Viele Künstler dieser Generation können in der Zeit der kubanischen Wirtschaftskrise von 1993 von ihrer Kunst nicht mehr leben und entscheiden sich für die Emigration. Die meisten halten nach wie vor die Verbindung mit Kuba aufrecht, und auch, wenn sie sich häufig der Latino-Rock- und Pop-Szene zugewandt haben, ist ihre Herkunft aus der Nueva Trova musikalisch noch unverkennbar: David Torrens, Ihosvani Caballero (Vanito), Pável Urquiza u. a.

### 1995
Eine neue Generation der Troubadoure mit eigenen musikalischen Akzenten entsteht. Zunächst einmal geben sich die dazugehörigen Musiker den Namen Novísimos (Die Allerneuesten), werden dann aber unter der Bezeichnung De la rosa y de la espina (Über die Rose und ihren Dorn) bekannt, nach einem Plakat, das Alfredo Rostgard 1967 für das 1. Treffen des Protestliedes für die Casa de las Américas geschaffen hatte.

### 1999–2002
Mit der Veranstaltungsreihe A Guitarra Limpia (Mit der Gitarre in der Hand) ist es dem Kulturzentrum Pablo de la Torriente Brau gelungen, Sänger aller Generationen und Stile zusammenzubringen, so dass von einer Wiederbelebung der Trova-Bewegung gesprochen werden kann.

## Verwandte Musikrichtungen
- Chile: Nueva Canción, Violeta Parra
- Uruguay: Daniel Viglietti
- Katalonien: Joan Manuel Serrat
- Bolivien: Canto Nuevo
- Portugal: Canto Livre und Nova Canção
- Brasilien: Tropicalismo

Siehe auch: Kubanische Musik